# ألن فورست
ألن فورست (بالإنجليزية: Alan Furst)‏ (20 فبراير 1941، نيويورك في الولايات المتحدة)؛ صحفي، كاتب وروائي أمريكي.